# Frederick Kambemba Yamusangie
Frederick Kambemba Yamusangie este un scriitor congolez.